# Автомобильные дороги Казахстана
Автомоби́льные дороги Казахстана — сеть дорог на территории Казахстана, объединяющая между собой населённые пункты и отдельные объекты и предназначена для движения транспортных средств, перевоза пассажиров и грузов.
Сеть автомобильных дорог общего пользования включает более 96 тысяч км, многие из которых нуждаются в реконструкции и ремонте.
Через Казахстан проходят пять международных автомобильных маршрутов, общей протяжённостью 23 тыс. км. Автомобильные магистрали:
- Астана — Алматы (трасса М-36) с выходом на Челябинск
- Алматы— Петропавловск с выходом на Омск
- — Семей — Майкапшагай (трасса М-38) с выходом на Омск
- Алматы— Шымкент (трасса A2) с выходом на Ташкент
- Шымкент — Актобе — Уральск (трасса М-32) с выходом на Самару

В 2009 году на территории страны начато строительство автомагистрали «Западная Европа — Западный Китай», которое завершится к 2016 году. Общая протяжённость дороги составит 8445 км, из них 2787 км по территории Казахстана (по Актюбинской, Кызылординской, Южно-Казахстанской, Жамбылской и Алматинской областям). Толщина асфальтобетонного покрытия составит 80 см, срок службы автомагистрали — 25 лет без капремонта, максимальная скорость движения — 120 км в час. Проектом предусмотрены автодорожные мосты через ряд рек, дорожно-эксплуатационные комплексы, остановочные площадки, автопавильоны, скотопрогоны, электронные табло. Одновременно со строительством будут ремонтировать и строить дороги в районах областей, расположенных вдоль трассы.

## Классификация
Индекс автомобильной дороги общего пользования республиканского значения состоит из букв латинского алфавита и группы цифр. Цифры в индексе автомобильных дорог присваиваются через дефис после букв индекса.
Буква индекса автомобильной дороги общего пользования республиканского значения соответствует классу автомобильных дорог и определяется:
«М» — для автомобильных дорог обеспечивающие важнейшие межгосударственные транспортные связи, отсчет километража которых начинается с территории сопредельного государства;
«А» — для автомобильных дорог, которые обеспечивают транспортное сообщение между крупными административными, культурными и экономическими центрами Республики Казахстан, а также соседними государствами, включая дороги оборонного значения;
«Р» — для остальных;
«К» — местного значения;Последующие буквы в индексе автомобильных дорог местного значения устанавливаются по принадлежности дороги к административно-территориальным единицам.
| № п/п | Регион Республики Казахстан   | Наименование буквы в индексе | № п/п | Регион Республики Казахстан    | Наименование буквы в индексе |
| ----- | ----------------------------- | ---------------------------- | ----- | ------------------------------ | ---------------------------- |
| 01    | Астана                        | Z                            | 11    | Кызылординская область         | N                            |
| 02    | Алмата                        | A                            | 12    | Мангистауская область          | R                            |
| 03    | Акмолинская область           | C                            | 13    | Туркестанская область          | X                            |
| 04    | Актюбинская область           | D                            | 14    | Павлодарская область           | S                            |
| 05    | Алматинская область           | B                            | 15    | Северо-Казахстанская область   | T                            |
| 06    | Атырауская область            | E                            | 16    | Восточно-Казахстанская область | F                            |
| 07    | Западно-Казахстанская область | L                            | 17    | Шымкент                        | Y                            |
| 08    | Жамбылская область            | H                            | 18    | Абайская область               | U                            |
| 09    | Карагандинская область        | M                            | 19    | Жетысуская область             | V                            |
| 10    | Костанайская область          | P                            | 20    | Улытауская область             | K                            |

## Список автомобильных дорог[1]

### Международные
| Индекс и № дорог | Наименование автомобильных дорог                                        | Протяжённость (с подъездами) в км | Схема |
| ---------------- | ----------------------------------------------------------------------- | --------------------------------- | ----- |
| М-32             | Шымкент — Кызылорда — Актобе — Уральск — Граница РФ (на Самару)         | 2059,6                            |       |
| М-36             | Алма-Ата — Караганда — Астана — Костанай — Граница РФ (на Екатеринбург) | 2046,6                            |       |
| М-38             | Граница РФ (на Омск) — Павлодар — Семей — Майкапшагай — Граница КНР     | 1081                              |       |
| М-39             | Граница РУ (на Ташкент) - граница РУ (на Термез)                        | 24,1                              |       |
| М-51             | Граница РФ (на Челябинск) — Петропавловск — граница РФ (на Новосибирск) | 190                               |       |
|                  | Всего                                                                   | 5409,1                            |       |

### Национальные
| Индекс и № дорог | Наименование автомобильных дорог | Протяжённость (с подъездами) в км | Схема |
| ---------------- | --- | --------------------------------- | ----- |
| А-1              | Астана — Кокшетау — Петропавловск | 456                               |       |
| А-2              | Граница Республики Узбекистан (на Ташкент) — Шымкент — Тараз — Алма-Ата — Хоргос | 970,1                             |       |
| А-3              | Алма-Ата — Усть-Каменогорск | 1083                              |       |
| А-4              | Алма-Ата — Ушконыр — Узынагаш — Аккайнар — Суранши батыр — граница Киргизии (с подъездом к мемориалу Жамбыла)                                                                          | 115                               |       |
| А-5              | Аксай — Чунджа — Кольжат — граница КНР | 160                               |       |
| А-6              | Кокпек — Кеген — граница Кыргызстана (Тюп) | 115                               |       |
| А-7              | Ушарал — Достык | 184                               |       |
| А-8              | Таскескен — Бахты — граница КНР | 187                               |       |
| А-9              | Усть-Каменогорск — Риддер — граница РФ | 167                               |       |
| А-10             | Усть-Каменогорск — Шемонаиха — граница РФ | 120                               |       |
| А-11             | Семей — граница РФ (на Барнаул) | 111                               |       |
| А-12             | Петропавловск — Соколовка — граница РФ (на г. Ишим) | 62                                |       |
| А-13             | Кокшетау — Кишкенеколь — Бидайык — граница РФ (на г. Омск) | 278                               |       |
| А-14             | Тараз — Утмек — граница Кыргызстана | 14                                |       |
| А-15             | Жизак — Гагарин — Жетысай — Кировский — Кызыласкер — Сарыагаш — Абай — Жибекжолы с подъездом к с. Атакент Республики Узбекистан (на Сырдарью, Гулистан и Чиназ) и к санаторию Сарыагаш | 221                               |       |
| А-16             | Жезказган — Петропавловск, через г. Аркалык | 940                               |       |
| А-17             | Кызылорда — Павлодар — Успенка — граница РФ | 1493                              |       |
| А-18             | Павлодар — Шарбакты — граница РФ | 112                               |       |
| А-19             | Качиры — Михайловка — граница РФ | 108                               |       |
| А-20             | Караганда — Аягоз — Тарбагатай — Бугаз | 921                               |       |
| А-21             | Мамлютка — Костанай | 398                               |       |
| А-22             | Карабутак — Комсомольское — Денисовка — Рудный — Костанай | 543                               |       |
| А-23             | Денисовка — Житикара — Муктиколь — граница РФ | 142                               |       |
| А-24             | Актобе — Мартук — граница РФ (на г. Оренбург) | 92                                |       |
| А-25             | Актобе — граница РФ (на Орск) | 127                               |       |
| А-26             | Кандыагаш — Эмба — Шалкар — Иргиз | 401                               |       |
| А-27             | Актобе — Атырау — граница РФ (на г. Астрахань) | 871                               |       |
| А-28             | Уральск — Атырау | 487                               |       |
| А-29             | Уральск — Таскала — Граница РФ (на г. Саратов) | 100                               |       |
| А-30             | Подстепное — Федоровка — Граница России (на Оренбург) | 144                               |       |
| А-31             | Чапаев - Казталовка - Жанибек | 213                               |       |
| А-32             | Уральск — граница РФ | 28                                |       |
| А-33             | Доссор - Кульсары — Бейнеу - Шетпе — Жетыбай — Актау | 798                               |       |
| А-34             | Жетыбай — Жанаозен — Фетисов — граница Республики Туркменистан (на Туркменбаши) | 237                               |       |
| А-35             | Актау — Курык | 59                                |       |
| А-36             | Курык — Жетыбай | 64                                |       |
| Всего            | | 12521,1                           |       |